# Železná brána Moravského Kravařska
Železná brána Moravského Kravařska je pískovcová skulptura u autobusové zastávky Bělotín, střed v Bělotíně v okrese Přerov. Nachází se na levém břehu Bělotínského potoka v Olomouckém kraji v nížině Oderská brána a na Moravě. Autorem díla je akademický sochař Michal Moravec.

## Další informace
Železná brána Moravského Kravařska je myšlena jako architektonický průnik materiálu hořický pískovec s bronzovými reliéfy. Jako symbolická brána zpodobňující středověké obloukové prvky spojené s reliéfy hlava tura/zubra a řeckými písmeny Alfa (α) a Omega (ω). Reliéf tura/zubra byl zvolen proto, že od dávných dob se jedná o zvíře přinášející život a také součást erbu šlechtického rodu Pernštejnů, kteří ve středověku v části Kravařska/Hranicka působili. Písmena α a ω, jako symboly počátku a konce znamenající vývoj. Dílo, které je složeno z 5 pískovcových dílů bylo slavnostně odhaleno 26. října 2017. Před branou je na zemi instalovaná kamenná deska se základními informacemi o díle.

## Galerie

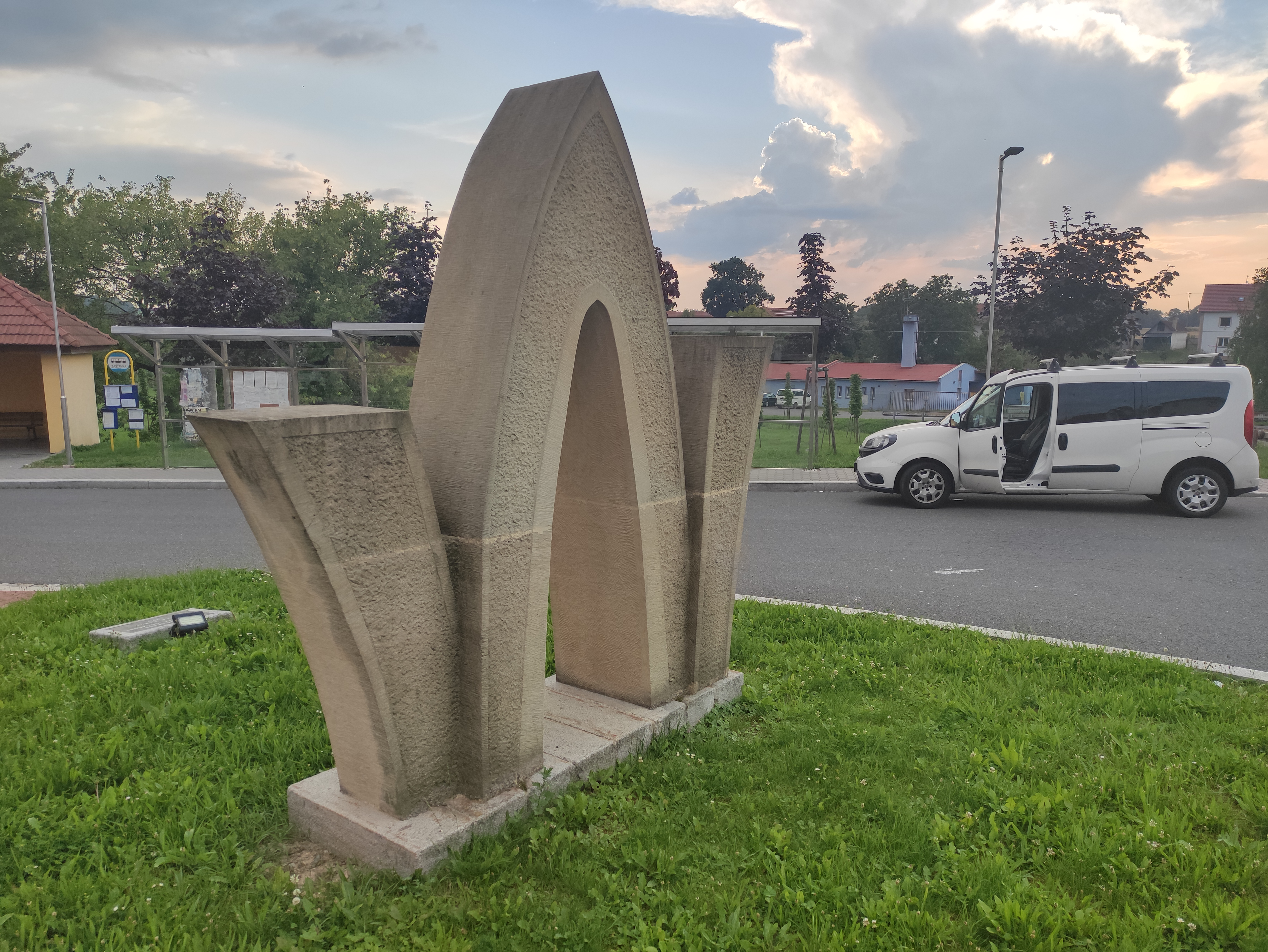
Šikmý pohled na bránu